# Козла (Селаж)
Козла (рум. Cozla) — село у повіті Селаж в Румунії. Входить до складу комуни Летка.
Село розташоване на відстані 385 км на північний захід від Бухареста, 31 км на північний схід від Залеу, 65 км на північ від Клуж-Напоки.

## Населення
За даними перепису населення 2002 року у селі проживали 325 осіб, усі — румуни. Усі жителі села рідною мовою назвали румунську.